# Campanula parryi
Campanula parryi är en klockväxtart som beskrevs av Asa Gray. Campanula parryi ingår i släktet blåklockor, och familjen klockväxter. Inga underarter finns listade i Catalogue of Life.